# Banque de céréales
La banque de céréales est la terminologie employée dans le cadre de l'aide au développement, notamment dans l'Afrique subsaharienne.

## Mécanisme

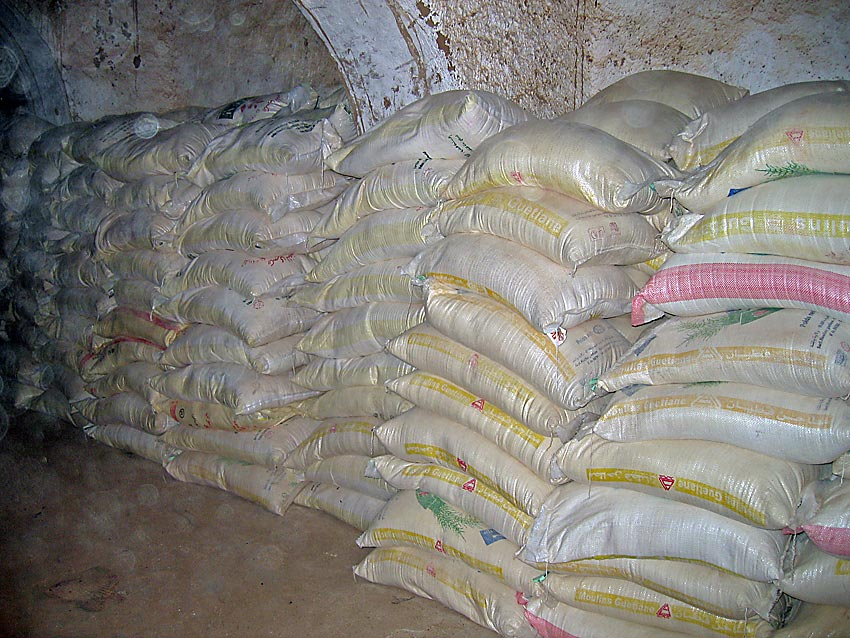
Décembre 2005, mise en place de la banque de céréales de Tessalit au nord du Mali (association AIADD-Solidarité, décembre 2005).

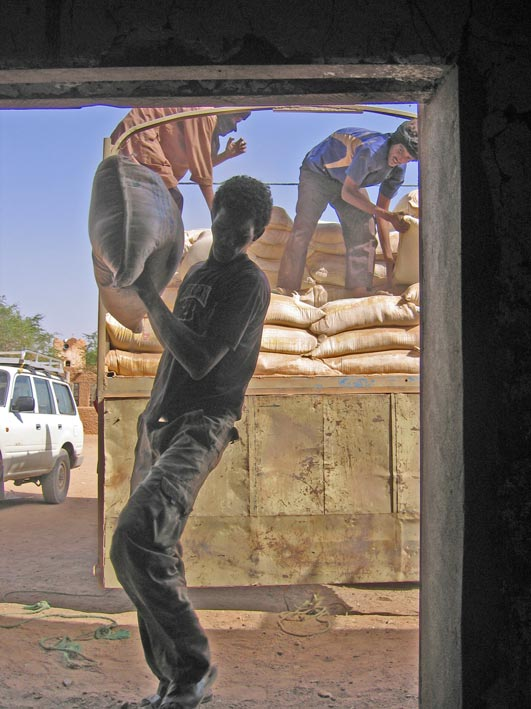
Décembre 2005, déchargement à la banque de céréales de Tessalit au Mali (association AIADD-Solidarité, décembre 2005).

1. Organisation d'associations locales destinées à « autogérer » cette banque.
2. Construction ou organisation de lieux de stockage collectifs.
3. Apport de ressources financières dans ces associations (en général par des ONG).
4. Achat de céréales au moment de la récolte (quand le prix est le plus faible), stockage puis revente aux familles à prix coûtant pendant la « période de soudure » des produits stockés. La « période de soudure » précède la période des récoltes. Pendant cette période, la rareté de l'offre favorise la spéculation et ne permet plus l'accès aux produits de première nécessité, la survie alimentaire devient aléatoire. La durée de cette période de soudure, est variable selon les lieux et les conditions climatiques et notamment la qualité de la saison des pluies précédente.
5. Gestion par l'association des fonds obtenus par la revente, en vue de reconduire l'opération l'année suivante et arriver le plus rapidement possible à se passer des apports initiaux.

Cette organisation permet de :
- Conforter les structures associatives et/ou communautaires ;
- Favoriser la compréhension des marchés de produits ;
- Éviter le plus possible l'enrichissement des spéculateurs au détriment des plus faibles.